# Трудовая улица (Королёв)
Трудова́я улица — улица в старой части города Королёва.

## История
Улица располагается в старом районе Королёва. Застроена 5-этажными жилыми домами и зданиями предприятий.

## Трасса
Трудовая улица начинается у железной дороги и заканчивается около РКК «Энергия» им. С. П. Королёва.

## Транспорт
По Трудовой улице общественный транспорт не ходит.  Движение автотранспорта двухстороннее.
На улице расположена стоянка автомобильного транспорта работников РКК «Энергия».

## Примечательные здания и сооружения
- Проходная РКК «Энергия»
- Библиотека и малый актовый зал РКК «Энергия»
- Учебный корпус РКК «Энергия»